# Elmira Abdrazakova
Elmira Rafailovna Abdrazakova (Pavlodar, 7 de outubro de 1994) é uma modelo e titular de concurso de beleza cazaque-russa, eleita Miss Rússia em 2013 e representante da Rússia no Miss Universo 2013.